# سکوی انبار خارجی

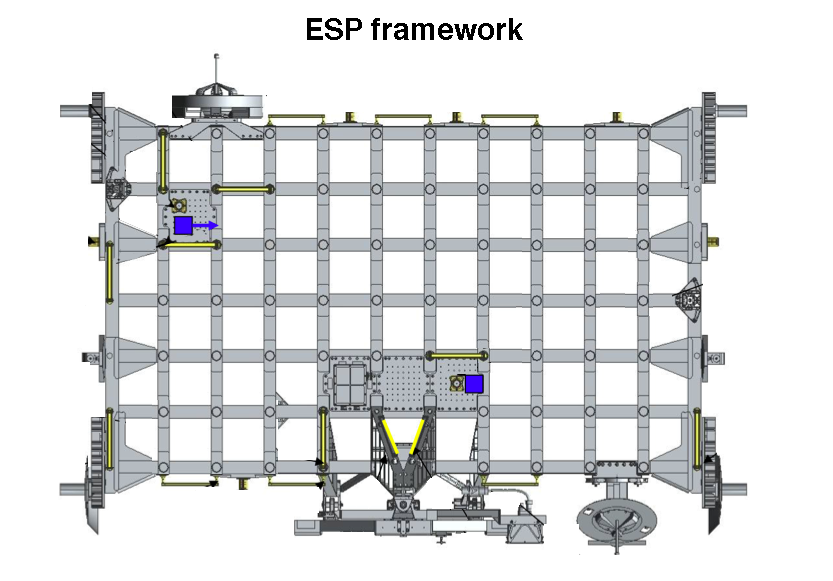
چارچوب ESP-3

سکوهای ذخیره خارجی (ESP) اجزای کلیدی ایستگاه فضایی بین‌المللی (ISS) هستند. هر سکو از فولاد ساخته‌شده‌است و به عنوان یک پالت خارجی عمل می‌کند که می‌تواند قطعات یدکی را که به عنوان واحدهای جایگزین مداری (ORUs) نیز شناخته می‌شوند، برای ایستگاه فضایی نگهداری کند. به عنوان یک سکوی تحت فشار نیست، اما برای تأمین نیروی‌گرمایی برخی از تجهیزات ذخیره شده به برق نیاز دارد. ORUها از طریق مکانیزم‌های پیوست قابل آزادسازی پرواز (FRAM) به ESP متصل می‌شوند، مطابق با صفحات شاهد که ORU را با سکو جفت می‌کند.
در حالی که ESP-1 از نظر شکل یکتا می‌باشد، ESP-2 و ESP-3 براساس مدل قابل نصب حامل‌های باریکپارچه (ICC) که برای حمل بارهای بدون فشار در داخل محوطه بار شاتل فضایی طراحی شده‌اند. ESP-1 با اس‌تی‌اس-۱۰۲ به ایستگاه فضایی بین‌المللی منتقل شد، ESP-2 در مأموریت اس‌تی‌اس-۱۱۴ 'بازگشت به پرواز' و ESP-3 در مأموریت اس‌تی‌اس-۱۱۸ پرواز کرد.

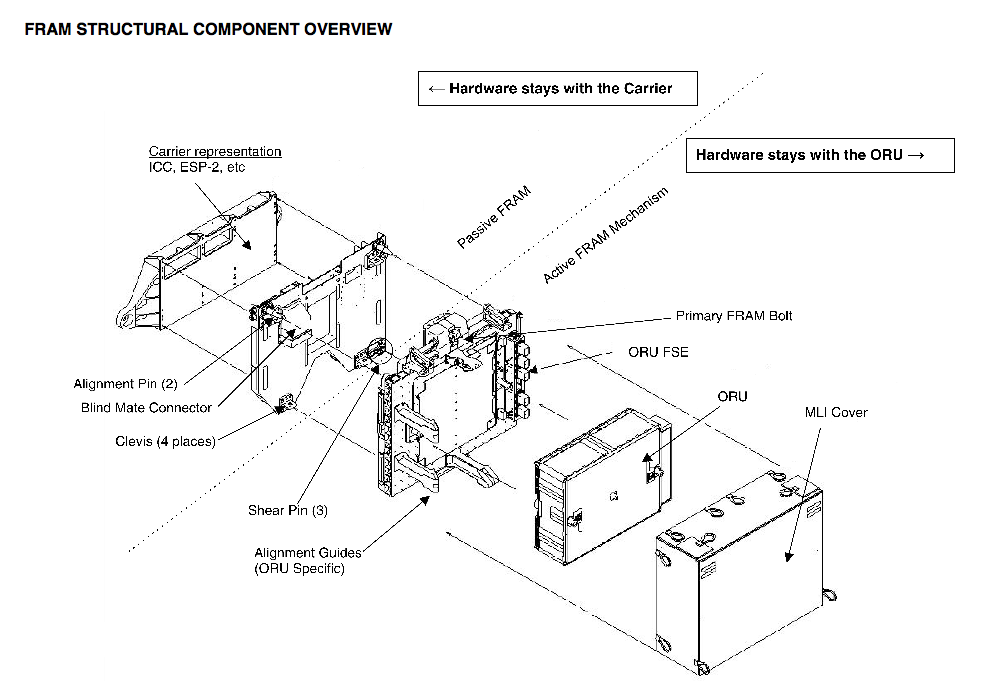
خرابی FRAM

## مکان‌ها و اجزاء

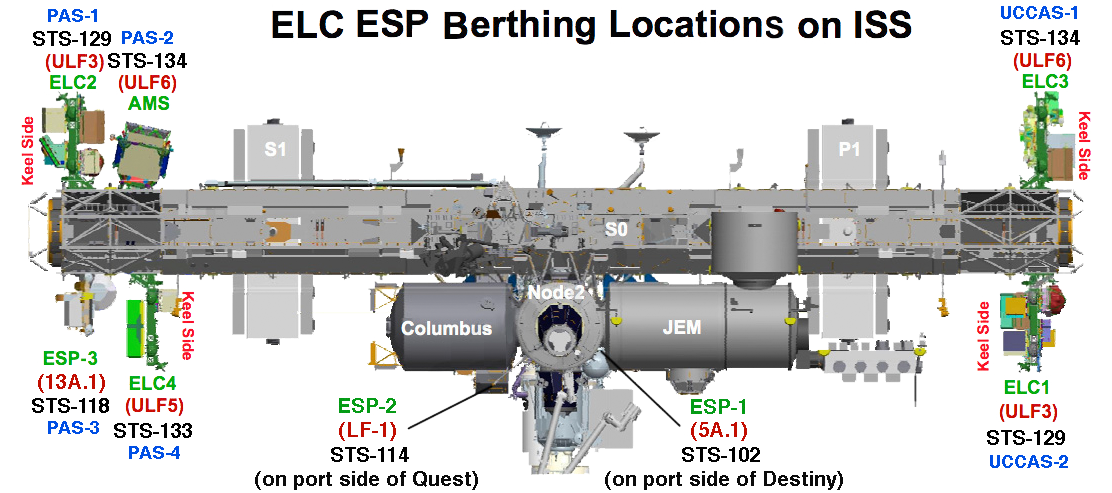
محل قرارگیری ESPها در ایستگاه فضایی بین‌المللی

## ESP-1

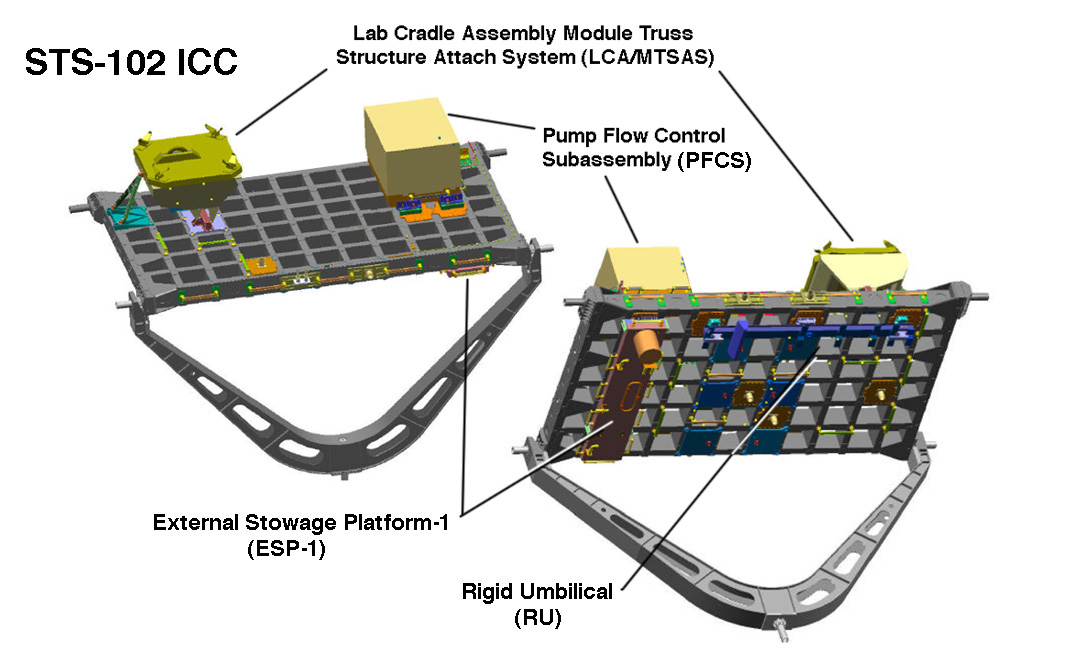
STS-102 ICC حامل ESP-1 در قسمت زیرین خود

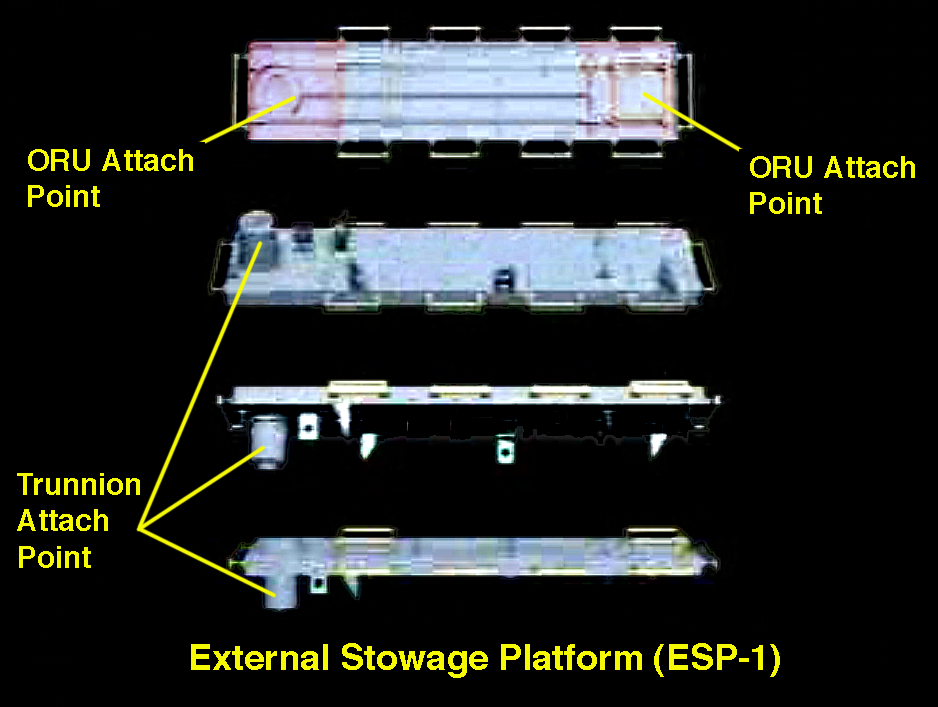
نمای چند صفحه ای ESP-1

اولین سکوی انبار خارجی، به نام ESP-1، درطول دومین مأموریت راه‌پیمایی فضایی شاتل فضایی اس‌تی‌اس-۱۰۲ در ۱۳ مارس ۲۰۰۱ بر روی پین کناری در بدنه خارجی قطعه آزمایشگاهی  نصب شد. این کار توسط قطعه یونیتی  صورت می‌گیرد و دارای دو نقطه اتصال برای ذخیره ORU می‌باشد.
ESP-1 در قسمت پایین یک ناو یکپارچه باربری به مدار منتقل شد. این دستگاه از سایر ESPها و ELCها کوچک‌تر است و تقریباً دارای 0.46 m عرض و 2.4 m طول است و شکل متفاوتی دارد.
ESP-1 دارای ORUهای زیر است:
- FRAM-1 Pump Flow Control System (PFCS) با نام مستعار "Leaky" از ITS-P6 در طول EVA در Expand تعویض شد. ۵۵ ۱۸ مه ۲۰۱۸ با PFCS با نام مستعار "Frosty"که ابتدا توسط خدمه STS-102اس‌تی‌اس-۱۰۲ در اینجا اضافه شد[۵]
- FRAM-2 واحد سوئیچینگ جریان مستقیم (DCSU) توسط خدمه اس‌تی‌اس-۱۰۰[۶]

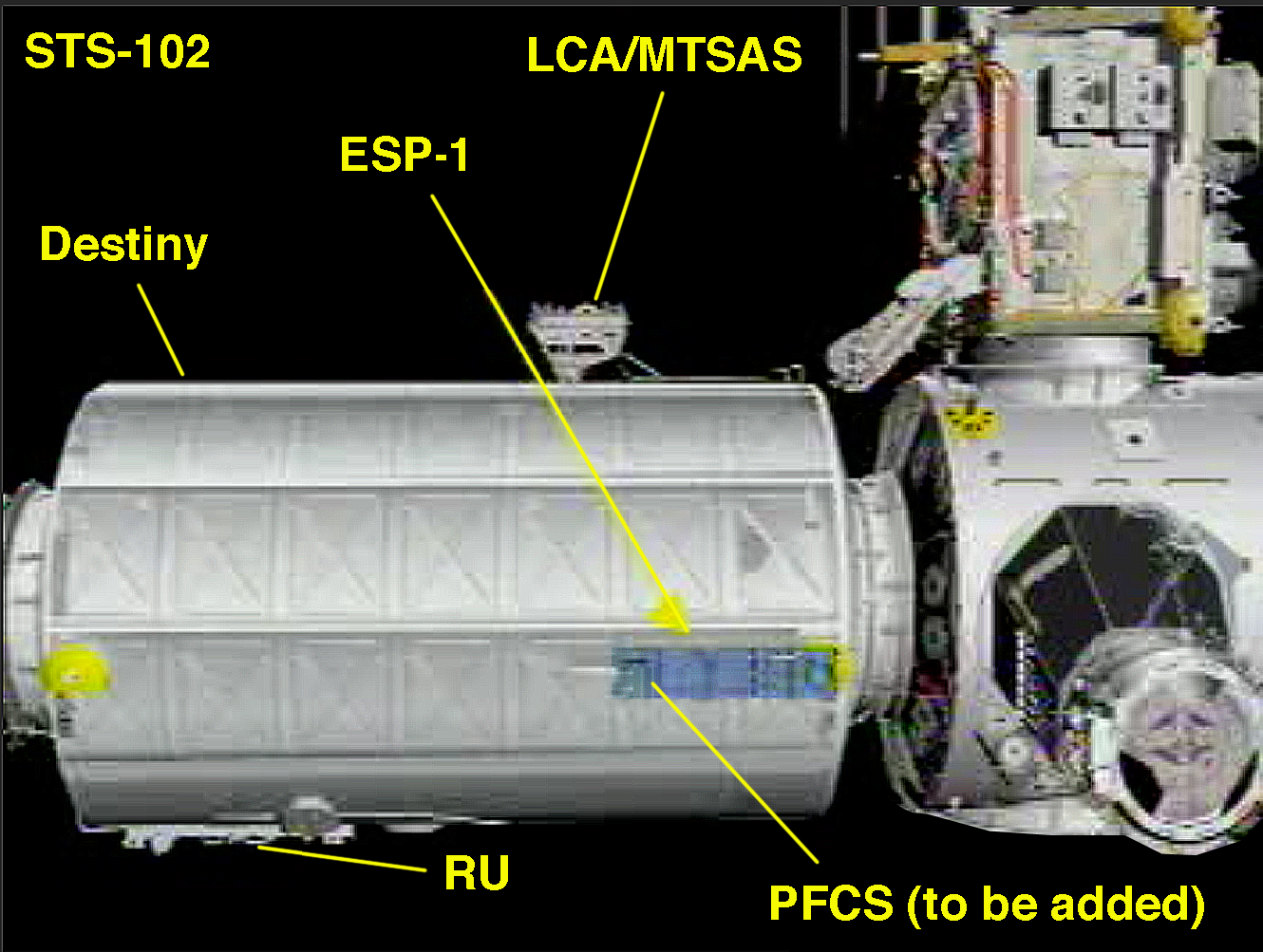
ESP-1 و مکان‌های نصب سخت افزار در Destiny در طول STS-102
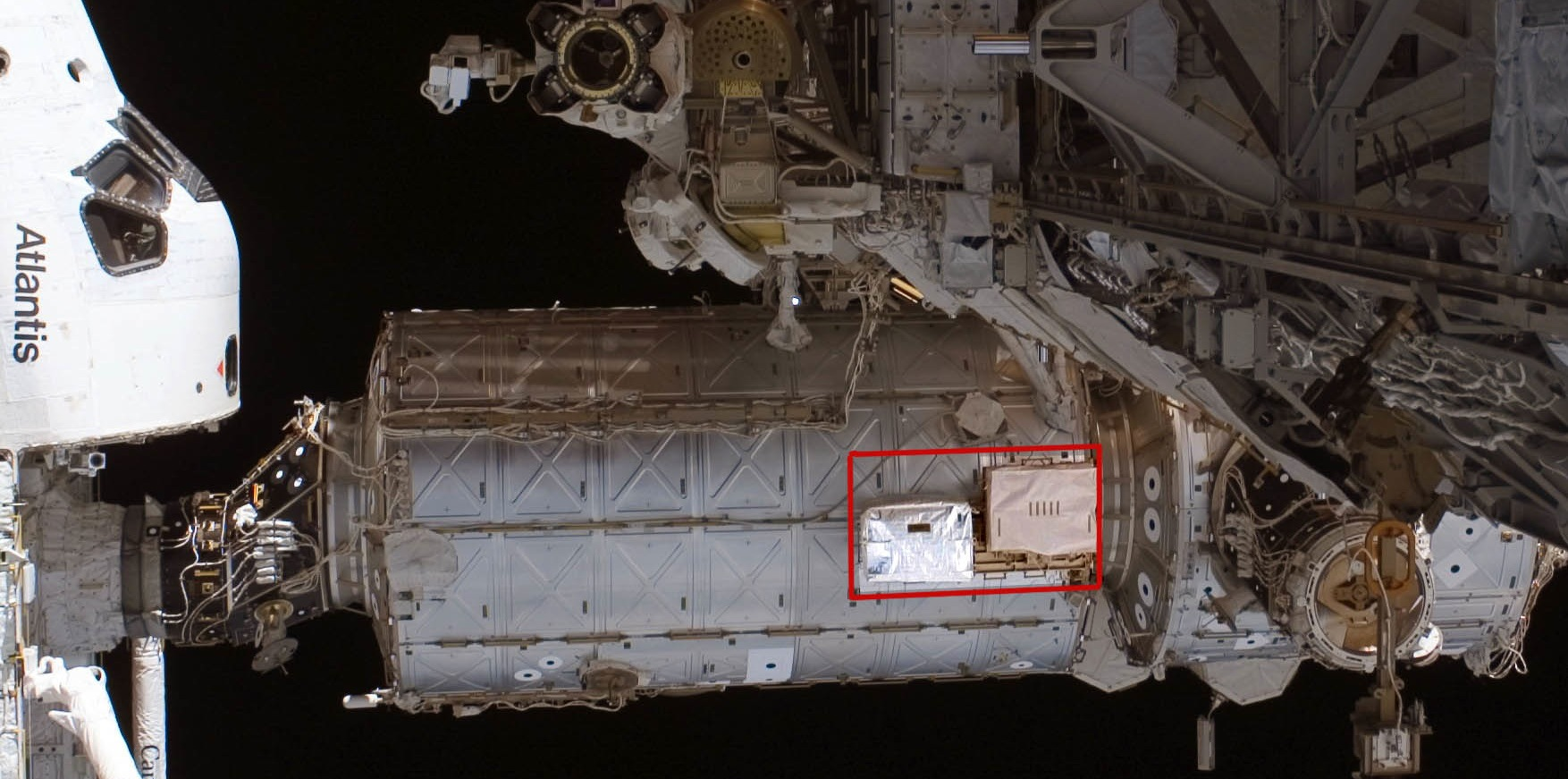
ESP-1 به پین trunnion portside Destiny, PFCS در سمت چپ متصل است
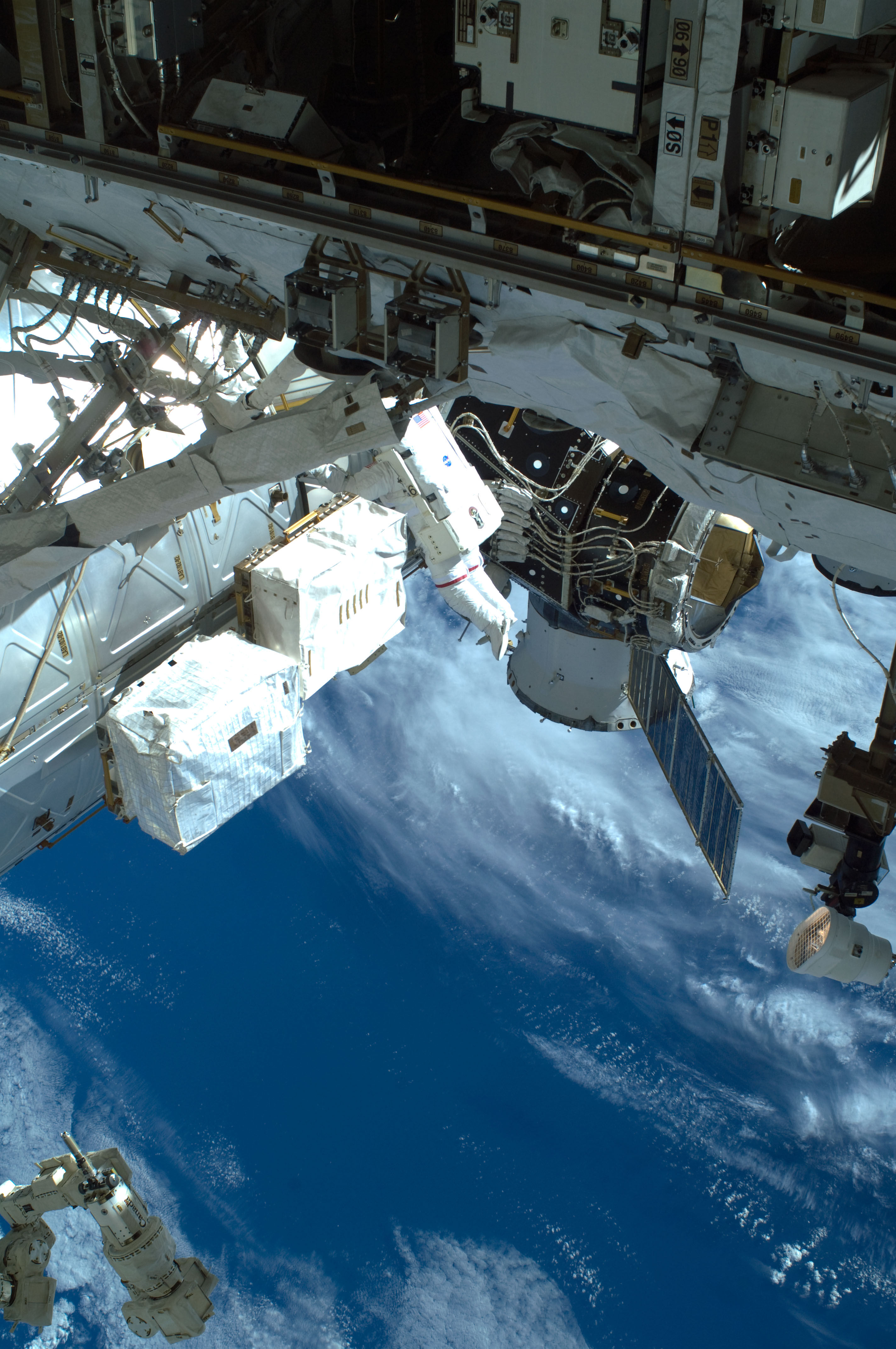
نمای دیگری از ESP-1
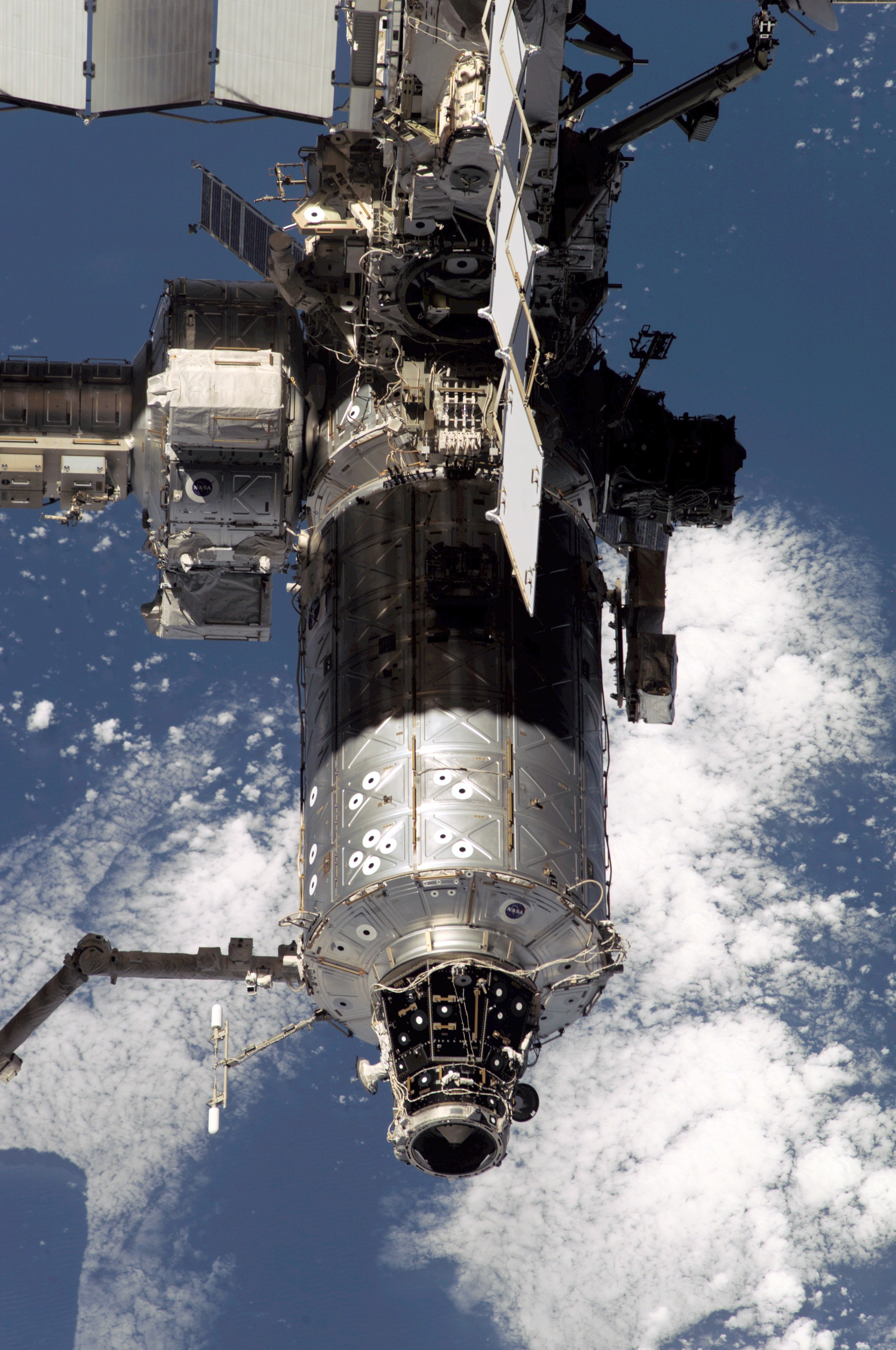
ESP-1 به پین trunnion portside Destiny در سمت راست متصل است
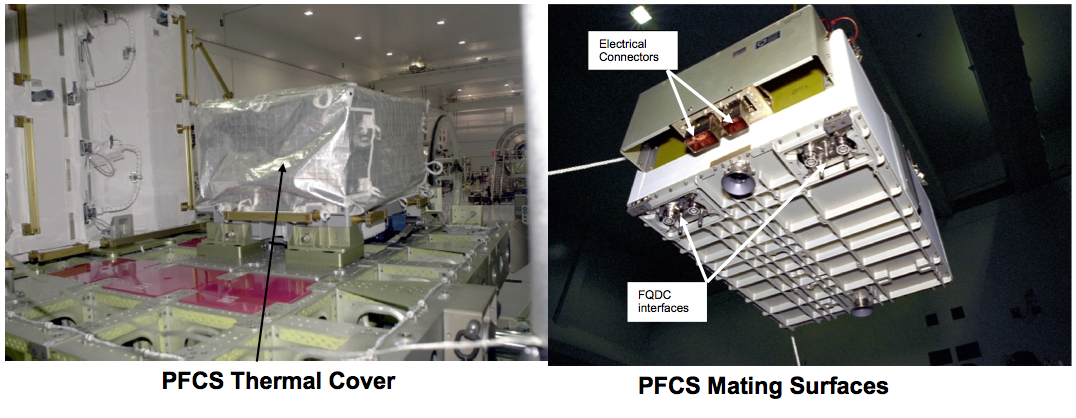
نقاط اتصال PFCS

## ESP-2

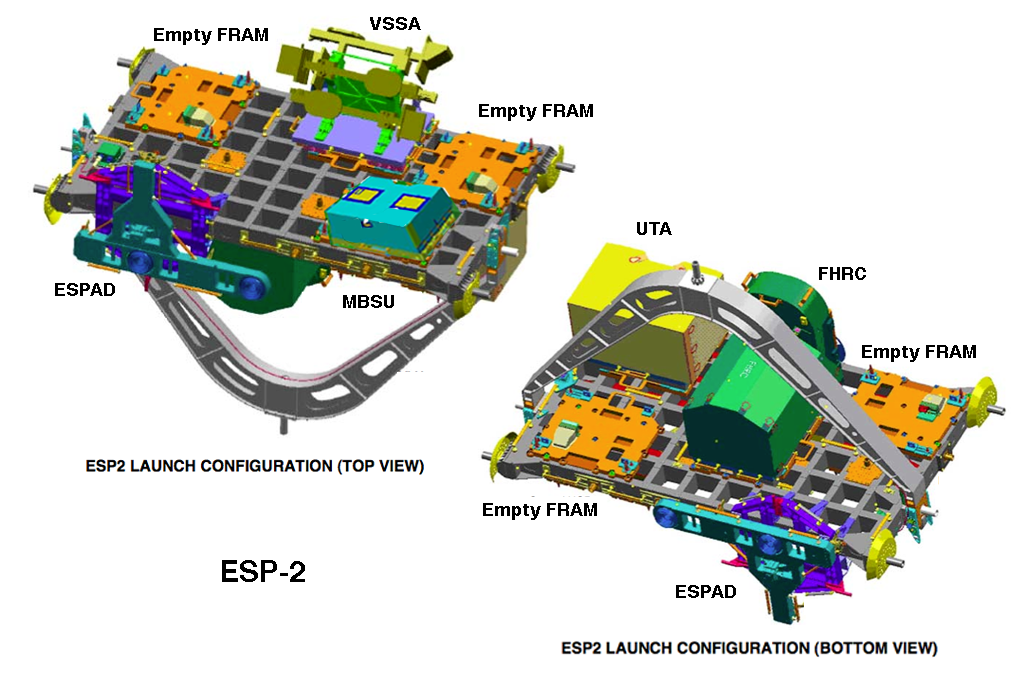
ESP-2 در پیکربندی راه اندازی با yoke

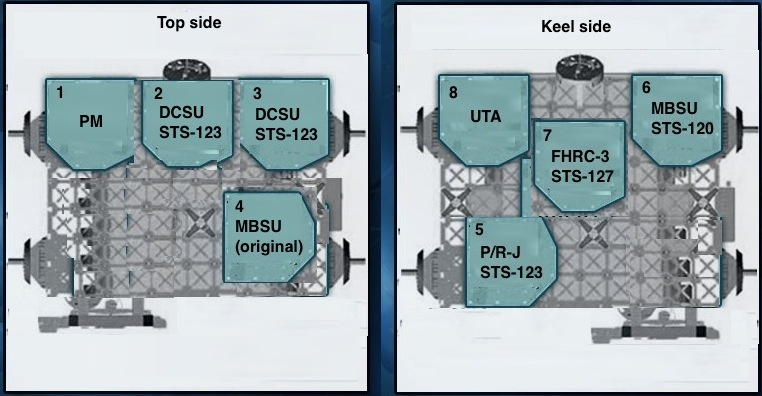
ESP-2 به روز رسانی FRAM ORU

ESP-2 از مجموعه‌کیل یوک خود (که در مدارگرد باقی ماند) جدا شد و با کمک بازوی روباتیک شاتل‌فضایی‌دیسکاوری و دو فضاپیمای در طول مأموریت STS-114، نصب شد. ESP-2 با هشت سایت FRAM بسیار بزرگ‌تر از ESP-1 می‌باشد که فضایی را برای حداکثر هشت قطعه یدکی (ORU) ایجاد می‌کند. این سکو مانند ESP-1، از قطعه یونیتی  پشتیبانی می‌کند. با این حال ESP-2، بر خلاف ESP-1 با استفاده از یک دستگاه تخصصی ESP Attachment (ESPAD) به قفل هوایی مشترک Quest متصل می‌شود. ESP-2 و ESP-3 مدل‌های قابل نصب ناو یکپارچه باربری می‌باشند و ابعاد یکسانی دارند، تقریباً دارای طول ۸٫۵ فوت (۲٫۶ متر)و عرض۱۴ فوت (۴٫۳ متر) می‌باشد. ORUها در ESP-2 عبارتند از:
- قطعه پمپ FRAM-1 (سمت بالا) SN0005. به صورت رباتیک از ELC-2[۸] در تعویض با قطعه پمپ خراب SN0004 که توسط خدمه ISS-41 US EVA-27 در اکتبر ۲۰۱۴ به اینجا منتقل شده بود، در ۶ مارس ۲۰۱۵ به اینجا منتقل شد.
- FRAM-2 (سمت بالا) واحد سوئیچینگ جریان مستقیم (DCSU) (اضافه شده توسط خدمه STS-123[۹] FRAM)قبلاً دارای VSSA بود
- ظرف FRAM-3 (سمت بالا) CTC-3 از طریق SPDM به اینجا و DCSU اضافه شده توسط خدمه STS-123[۹] از طریق SPDM در ۳۰ ژانویه ۲۰۱۳ به ELC-2 منتقل شد.
- FRAM-4 (سمت بالا) لچینگ End Effector Support Equipment از طریق SPDM از ELC1 به اینجا منتقل شد)واحد سوئیچینگ گذرگاه اصلی (MBSU) که در ESP-2 پرتاب شد[۱۰] به خرپا منتقل شد تا جایگزین واحد تخریب شده‌ای شود که داخل آن آورده شد و در SpaceX CRS-12 به زمین بازگشت.
- FRAM-5 (سمت کیل) Pitch/Roll Joint (P/RJ) اضافه شده توسط خدمه STS-123[۹] FRAM قبلاً CMG داشت
- FRAM-6 (سمت کیل) واحد سوئیچینگ گذرگاه اصلی (MBSU) توسط خدمه STS-120 اضافه شد[۱۱] این واحد با یک واحد شکست خورده MBSU #1 ازسازه SO توسط خدمه Exp 32 در اواخر سال ۲۰۱۲ تعویض شد.
- کوپلر چرخشی FRAM-7 (سمت کیل) Flex Hose Rotary (FHRC SN1003) در ESP-2 راه اندازی شد[۱۰]
- FRAM-8 (سمت کیل) Utility Transfer Assembly (UTA) در ESP-2 راه اندازی شد[۱۰]

یادداشت:
- مونتاژ پشتیبانی ویدیویی (VSSA) که در ESP-2 در FRAM-2[۱۰] راه اندازی شد، در ۲۳ ژوئیه ۲۰۰۷ به بیرون پرتاب شد (پایه‌های ویدئویی در طول EVA بر روی خرپا قرار گرفتند).
- ماژول پمپ (PM) (SN0004)، که ابتدا بر روی FRAM-1 در طول STS-121 نصب شد،[۱۲] در ۱۷ اوت ۲۰۱۰ توسط خدمه Exp 24 برداشته شد و بر روی S1 Truss نصب شد و جایگزین PM SN0002 اصلی (شکست خورده) شد. واحد شکست خورده به‌طور موقت در یک سایت ORU در MBS ذخیره شده بود، سپس توسط خدمه STS-133[۱۳] سپس توسط خدمه STS-135 در ۱۳ ژوئیه ۲۰۱۱ به زمین بازگشت.
- یک ژیروسکوپ کنترل لحظه ای ناموفق از ۱۳ اوت ۲۰۰۷ در طول STS-118[۱۴] تا ۱۳ فوریه ۲۰۰۸ که توسط STS-122 بازگردانده شد، روی FRAM-5 نصب شد.[۱۵]
- MBSU در طی اکسپدیشن ۵۲ به خرپا منتقل شد و Latching End Effector به ESP2 منتقل شد تا برای راهپیمایی فضایی در ۲۳ ژانویه ۲۰۱۸ آماده شود. MBSU شکست خورده در Space X CRS12 به زمین بازگردانده شد.

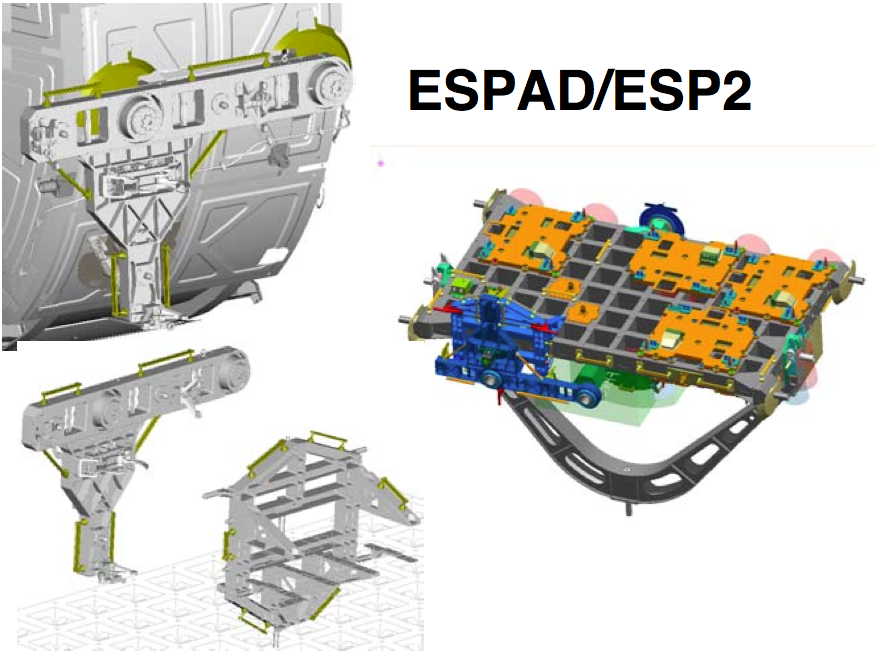
پایه ESPAD برای ایمن کردن ESP-2 در Quest استفاده می‌شود
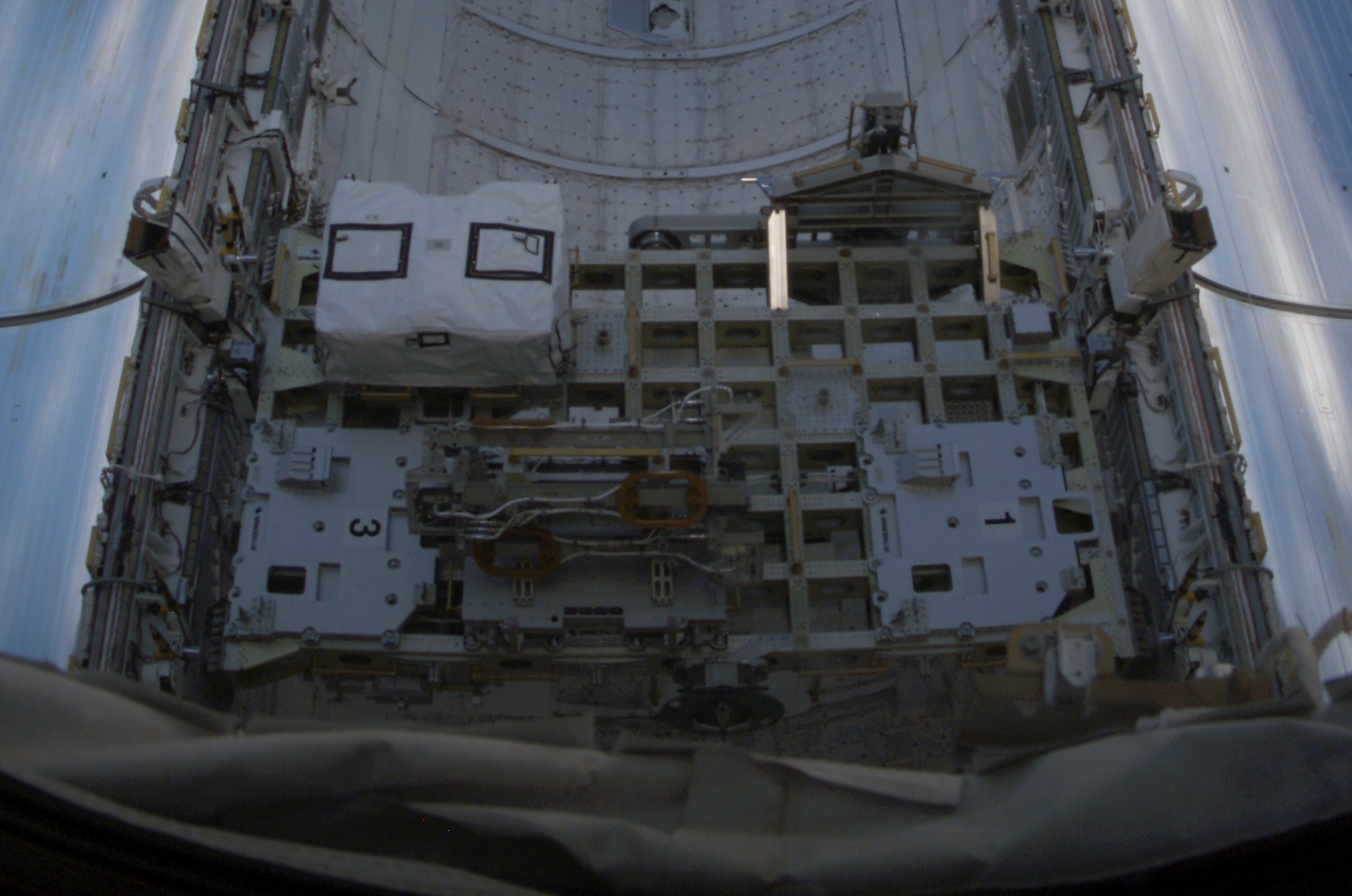
ESP-2 در محفظه بار STS-114
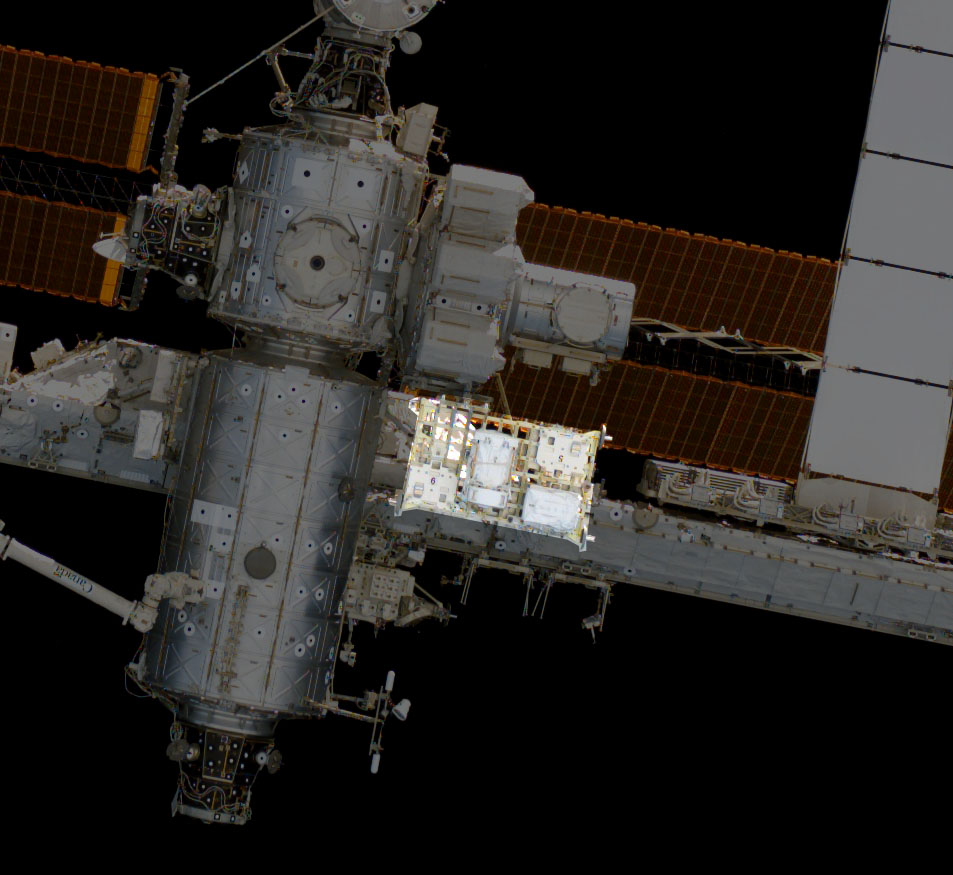
ESP-2 را می‌توان برجسته و زیر Quest Joint Airlock مشاهده کرد
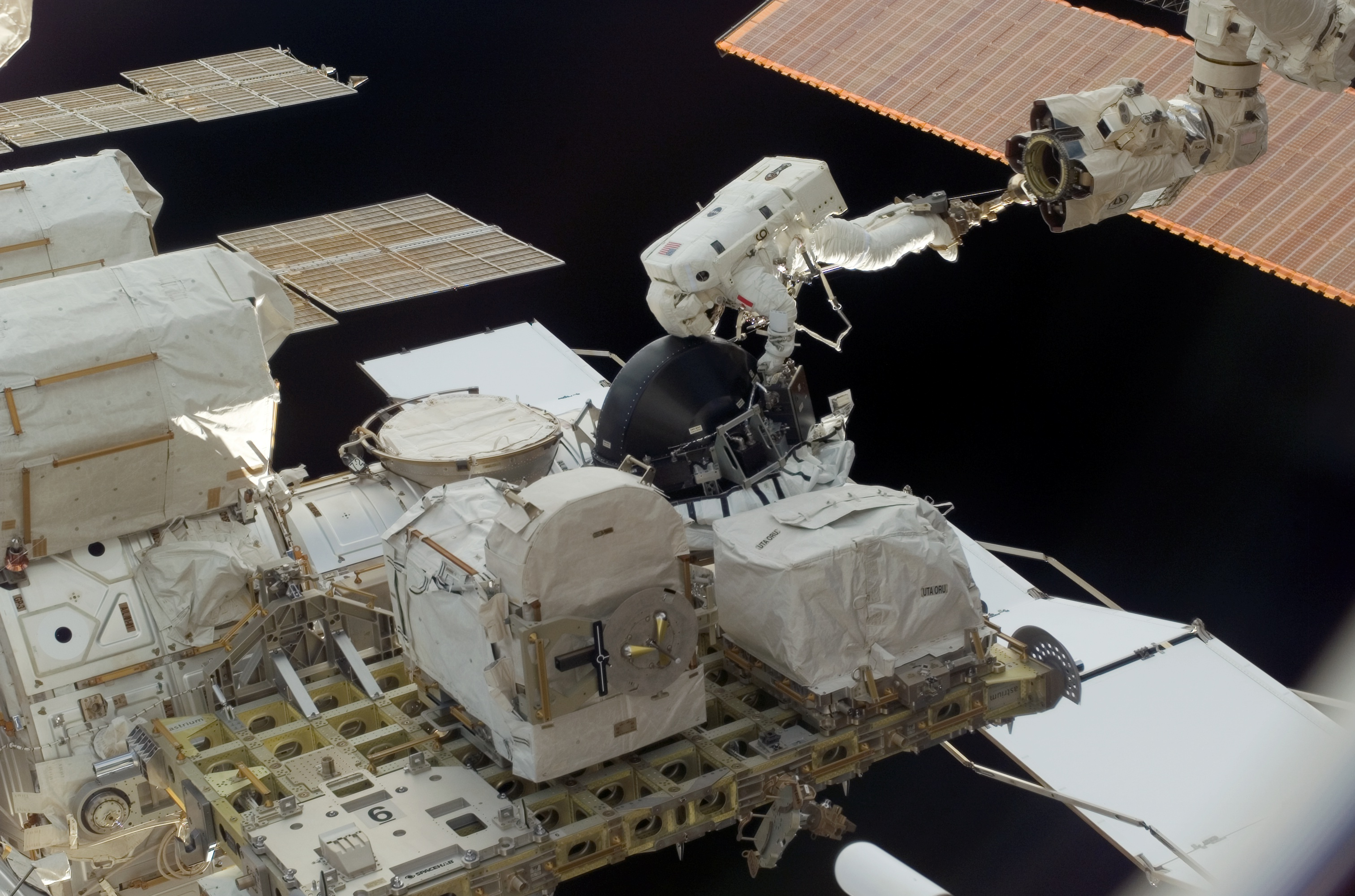
ESP-2 در طول STS-118 EVA برای حذف یک CMG ناموفق برای بازگشت به زمین مشاهده شد
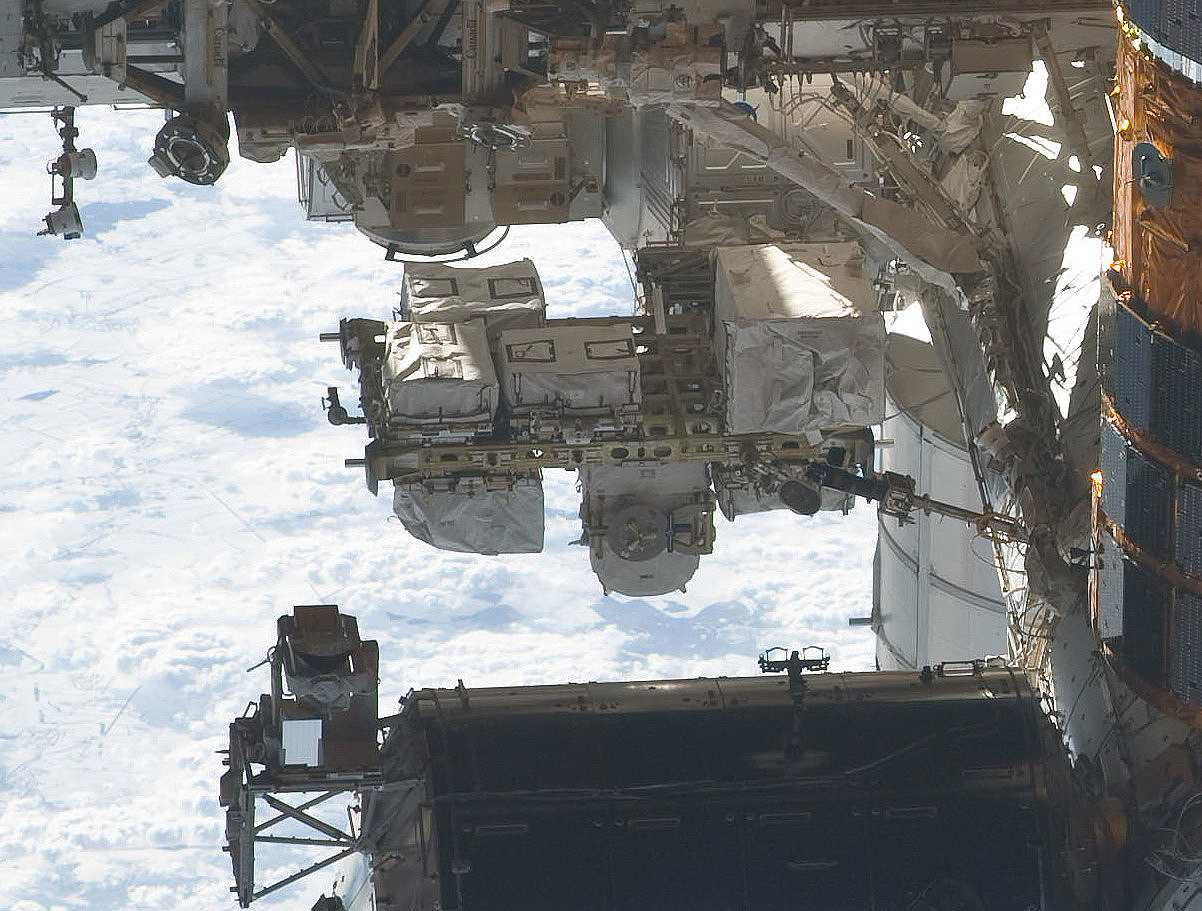
ESP-2 توسط خدمه STS-133 در حال خروج مشاهده شد

## ESP-3

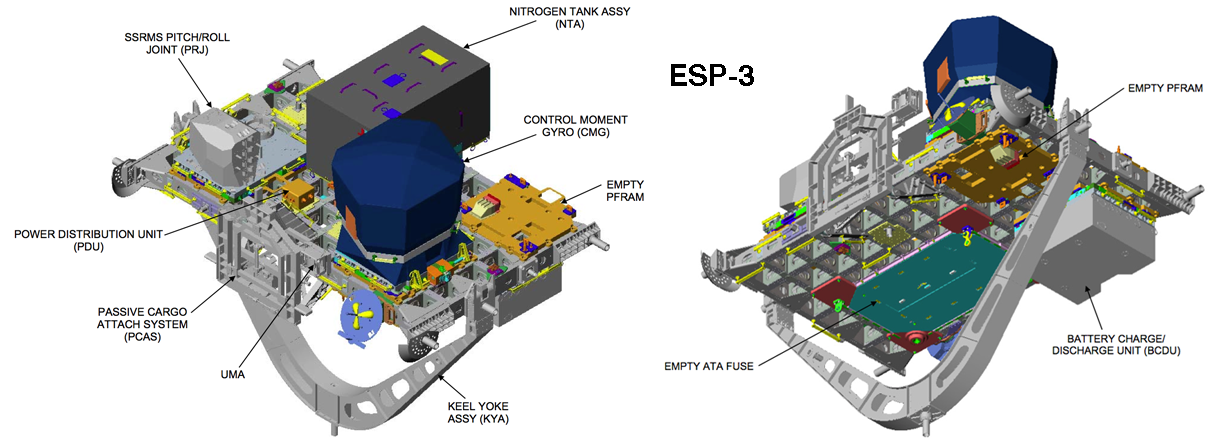
پیکربندی راه اندازی ESP-3 (با یوغ)

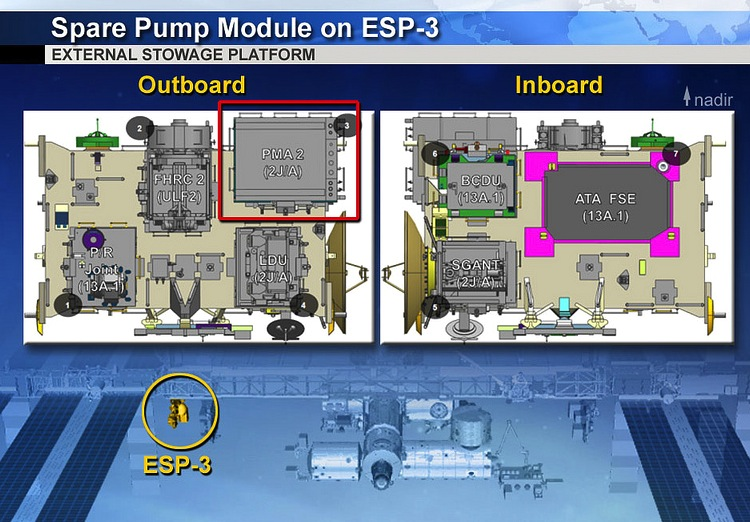
مکان‌های ESP-3 ORU ISS Exp 38

ESP-3 از مجموعه‌کیل یوک خود (که در مدارگرد باقی ماند) جداشد و در ۱۴ اوت ۲۰۰۷ در طول مأموریت شاتل فضایی STS-118 بر روی سازه P3 در UCCAS-1 نصب شد. ESP-3 دارای هفت محل اتصال برای قطعات یدکی و مجموعه‌های ISS، به نام واحدهای جایگزین مداری (ORU) می‌باشد. این سکو همچنین دارای نرده‌ها و نقاط اتصال برای اتصالات و تکیه‌گاه‌های پا است که باعث می‌شود فضانوردان بتوانند هنگام کار با ORUها در ESP-3 از آن‌ها استفاده‌کنند. ESP-3، مانند ESP-2، مدل‌های قابل نصب ناو یکپارچه باربری هستند و ابعادی مشابه دارند، تقریباً دارای طول ۸٫۵ فوت و عرض ۱۴فوت می‌باشند. ESP-3 دارای دو وسیله‌قابل اتصال برای کمک به استقرار است.
ESP-3 اولین عنصر اصلی ایستگاه بود که به‌طور کامل به صورت رباتیک نصب‌شد و فقط از بازوهای‌رباتیک‌شاتل و ایستگاه، یک سیستم دوربین اسکله خارجی (BCS) و یک وسیله رادیاتور فتوولتائیک Grapple Fixture (PVRGF) استفاده‌کرد. فضانوردان در هفتمین روز مأموریت STS-118 این سکو را به صورت رباتیک بر روی بخش سازه‌ای P3 ایستگاه نصب کردند.
در ۱۲ ژانویه ۲۰۱۰، بازوی رباتیک ایستگاه دوباره برای جابجایی ESP-3 از بخش سازه‌ایP3 محل UCCAS-1 مورداستفاده‌قرارگرفت. با بازو گرفته شد و سپس به پایین تیره‌ی‌پشت ایستگاه روی ترابری سیار منتقل شد. سپس ESP-3 به محل جدید خود در قسمت پایینی بخش خرپا S3 در سایت PAS-3 متصل‌شد. جابجایی بستر ذخیره‌سازی راه را برای نصب Express Logistics Carrier -3 در طول STS-134 بازکرد.
ORU (در حال حاضر) نصب‌شده در ESP-3 عبارتنداز:
- FRAM-1 (سمت بالا) اتصال پیچ/رول (P/R-J) در ESP-3 راه اندازی شد[۱۴]
- FRAM-2 (سمت بالا) کوپلر چرخشی شیلنگ فلکس (FHRC SN1004) توسط خدمه STS-126[۱۷]
- FRAM-3 (سمت بالا) خالی است
- FRAM-4 (سمت بالا) واحد محرک خطی (LDU) توسط خدمه STS-127[۱۸]
- FRAM-5 (سمت کیل) آنتن فضایی به زمین (SGANT) توسط خدمه STS-127[۱۸]
- FRAM-6 (سمت کیل) واحد شارژ/تخلیه باتری (BCDU) در ESP-3 راه اندازی شد[۱۴]
- FRAM-7 (سمت کیل) تجهیزات پشتیبانی پرواز ATA (FSE) توسط خدمه STS-118 اضافه شد.

یادداشت:
FRAM-2 در اصل مکان مخزن NTA (SN0005) بود که در ESP-3 پرتاب شد، در طول STS-124 با NTA تخلیه‌شده (SN0002) از سازهS1 تعویض‌شد. آن واحد شکست خورده بعداً با قرار دادن FHRC در STS-126 برگردانده‌شد.
FRAM-3 مکان قطعه پمپ (PM) SN0006 بود که توسط خدمه STS-127 اضافه‌شد. خدمه ISS Exp 38 پمپ PM SN0006را با PM SN0004 شکست خورده از سازه S1 در طی 2 EVA در ۲۱ و ۲۴ دسامبر ۲۰۱۳ تعویض‌کردند و PM SN0004 را روی MBS ORU POA برای ذخیره‌سازی بعدی گذاشتند. درنهایت (در اکتبر ۲۰۱۴) به‌جای ESP-3 FRAM-3 در ESP-2 FRAM-1 ذخیره شد.

FRAM-4 مکان یک CMG و قاب بود و هر دو در ۱۳ اوت ۲۰۰۷ در طول STS-118 حذف‌شدند. قاب‌پشتیبانی روی ESP-2 قرارگرفت، CMG در Z1 نصب شد. CMG ناموفق برروی قاب CMG در ESP-2 FRAM-5 قرارگرفت و بعداً توسط STS-124 به زمین بازگشت.

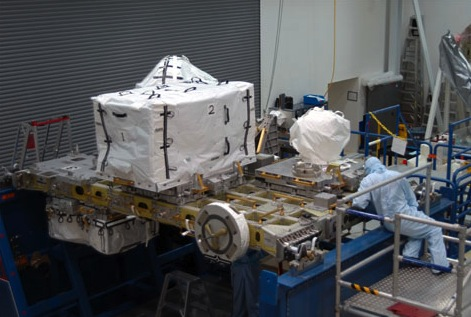
مونتاژ مخزن نیتروژن (NTA) قبل از پرواز
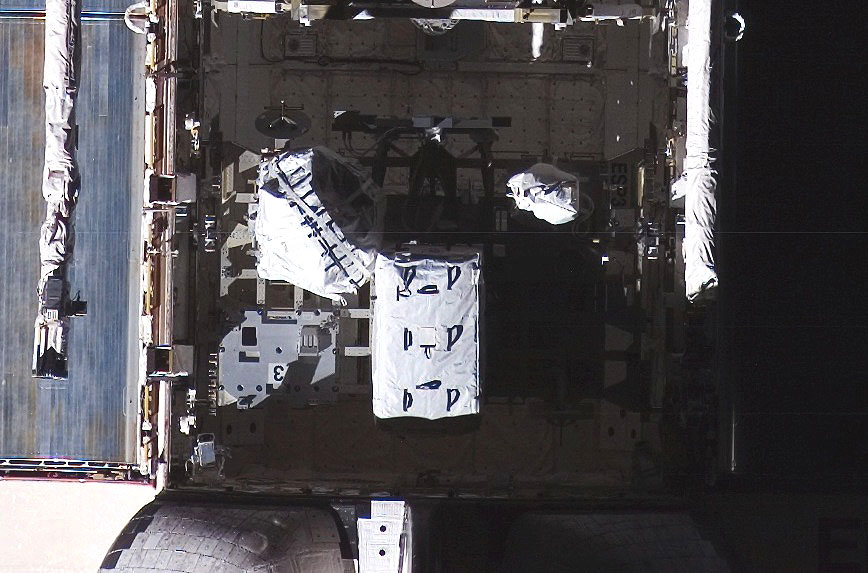
ESP-3 در محفظه بار STS-118
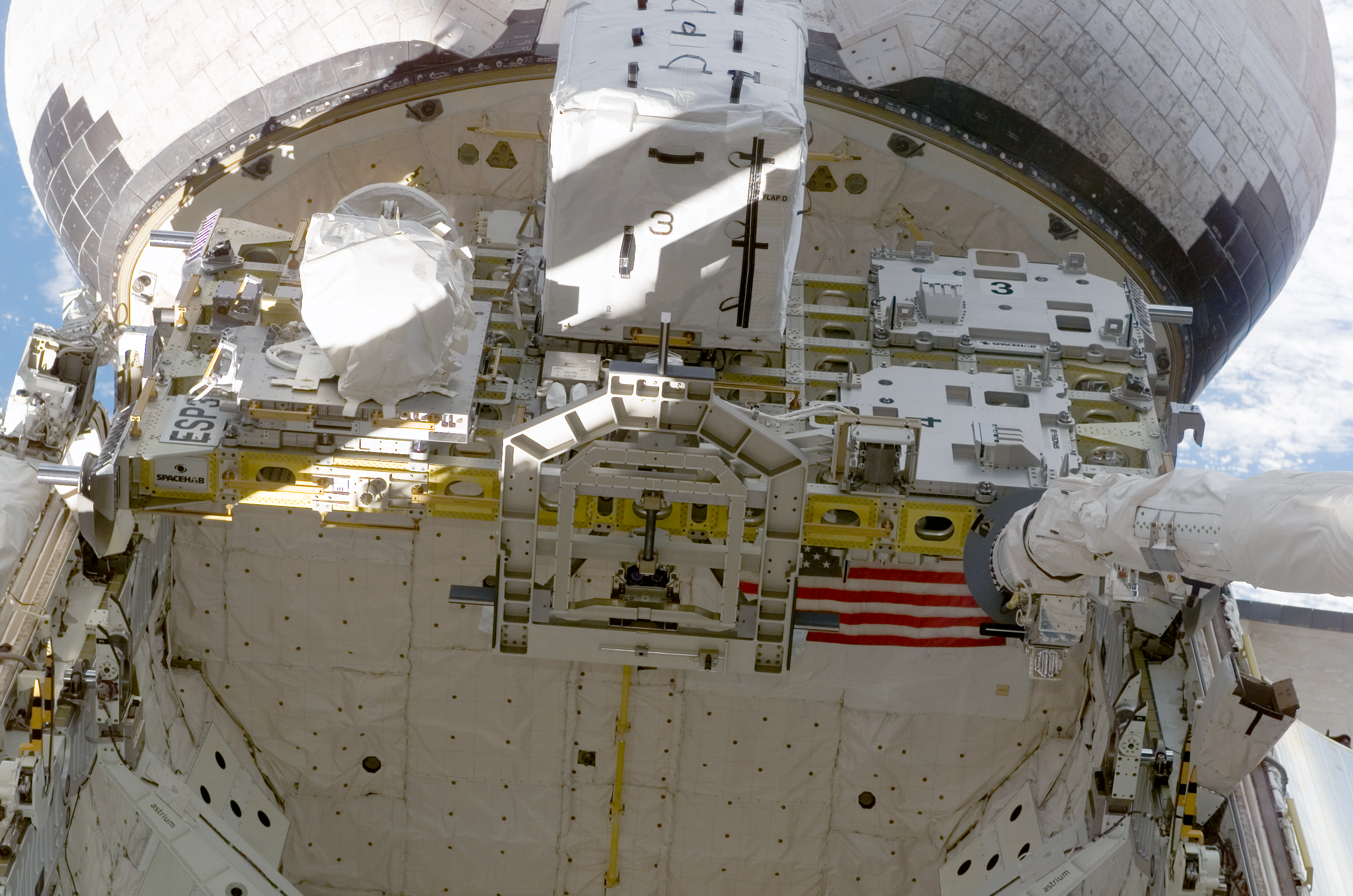
ESP-3 در محفظه بار
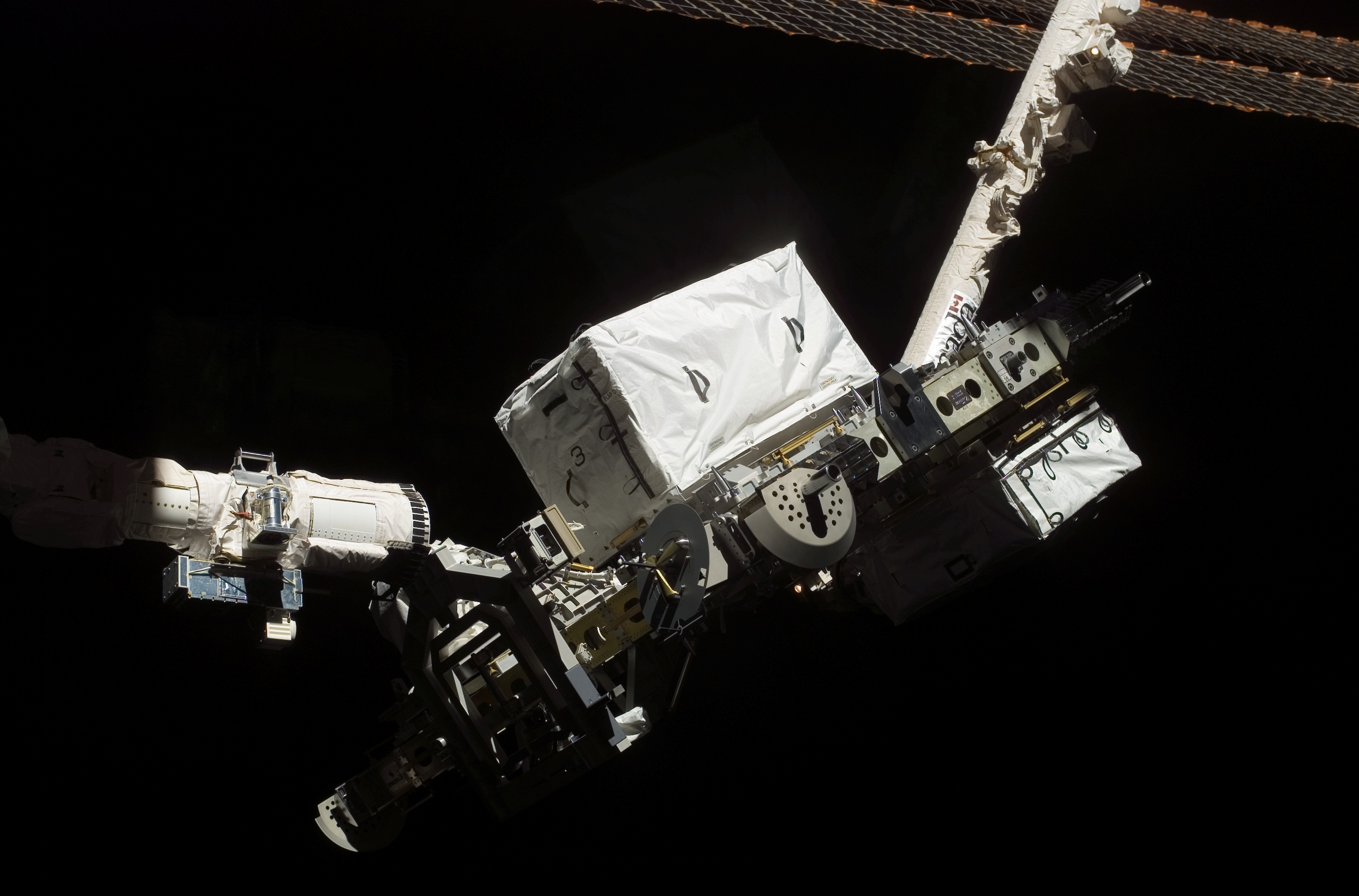
ESP-3 در حال نصب توسط Canadarm2.
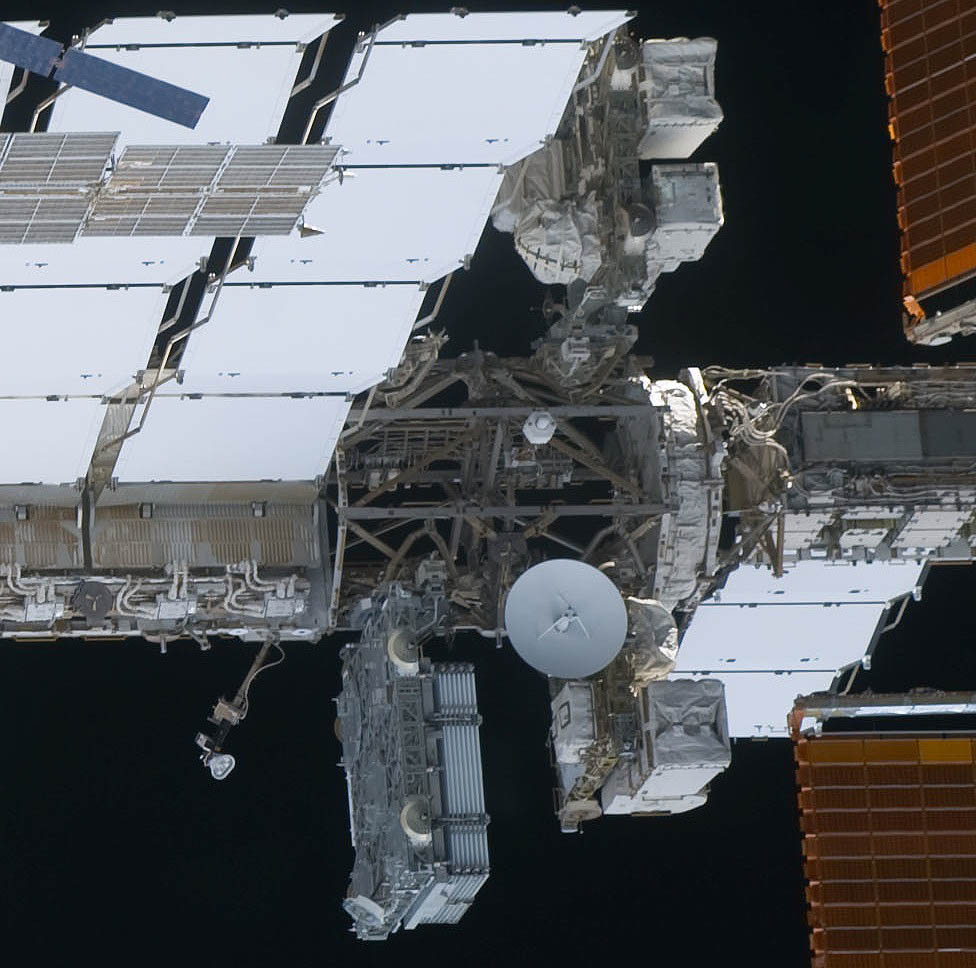
نمای ESP-3 از خدمه STS-133 در حال خروج. ESP-3 دارای آنتن SGANT است، توجه داشته باشید ELC-4 در سمت چپ و ELC-2 در بالا

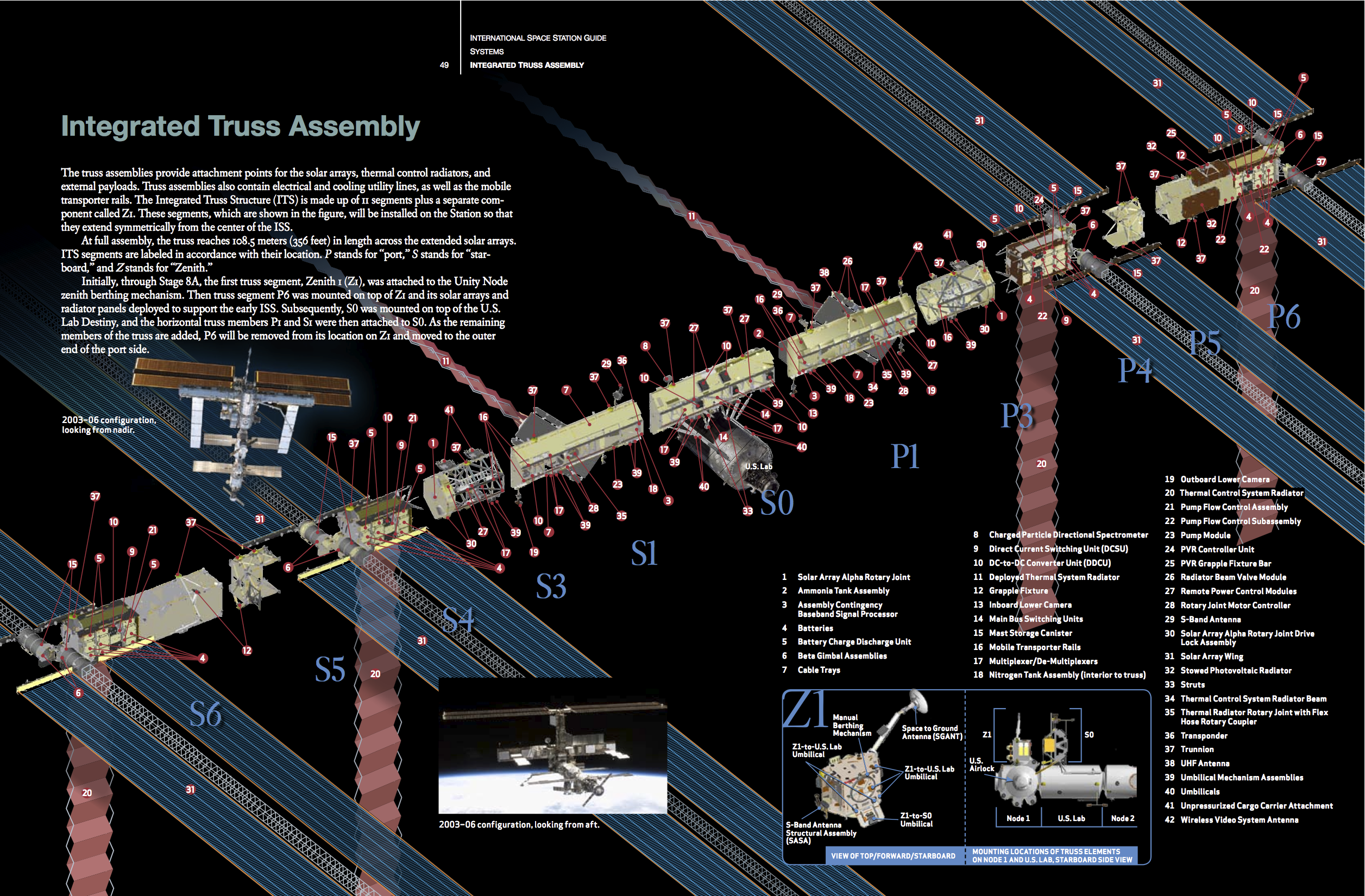
اجزای خرپا ISS و ORU در محل